# Скворцов Микола Валерійович
Скворцов Микола Валерійович (рос. Николай Валерьевич Скворцов; 28 березня 1984) — російський плавець.
Учасник Олімпійських Ігор 2004, 2008, 2012 років.
Призер Чемпіонату світу з водних видів спорту 2007 року.
Призер Чемпіонату світу з плавання на короткій воді 2004, 2006, 2008, 2012 років.
Чемпіон Європи з водних видів спорту 2006, 2008 років, призер 2004, 2010 років.
Чемпіон Європи з плавання на короткій воді 2004, 2008, 2009 років, призер 2005, 2006, 2010, 2011, 2013 років.